# PGC 62116
LEDA/PGC 62116 ist eine Galaxie im Sternbild Pfau am Südsternhimmel, die schätzungsweise 182 Millionen Lichtjahre von der Milchstraße entfernt ist. Gemeinsam mit IC 4726 bildet sie ein optisches(?) Galaxienpaar.
Im selben Himmelsareal befindet sich u. a. die Galaxie IC 4727, IC 4728, IC 4731, IC 4735.